# 순치 접근음
순치 접근음은 자음의 종류 중 하나다. 국제 음성 기호에서는 이 소리를 [ʋ]로 나타낸다.

## 발음의 예
- 표준 네덜란드어, 핀란드어, 쇼나어, 과라니어, 스위스 독일어: v에서 이 소리가 난다.
- 하카어의 메이현 방언: 병음 v에서 이 소리가 난다.
- 크메르어: វ의 첫소리에서 이 소리가 난다.
- 세르보크로아트어: 키릴 문자 표기의 в, 라틴 문자 표기의 v에서 이 소리가 난다.
- 서프리슬란트어: 첫음절 첫소리의 v에서 이 소리가 난다.
- 야오어: ŵ에서 이 소리가 난다.